# Raised on Rock
Raised on Rock е песен на германската рок група „Скорпиънс“, издадена през 2010 г. като първи промоционален сингъл от албума Sting in the Tail. Написана от Микаел Норд, Мартин Хансен и Клаус Майне, Raised on Rock е композиция, с която „Скорпиънс“ напълно се връщат към познатия си хевиметъл стил от 80-те години, песента е определена като химн сингъл.
На 17 юли 2010 г. сингълът достига до №8 в класацията за рок песни на „Билборд“ в САЩ, където Raised on Rock е вторият промоционален сингъл заедно с The Good Die Young, който е пуснат за теглене от интернет.
По време на световното концертно турне Get Your Sting and Blackout World Tour (2010 – 2014), на 15 април 2011 г. песента е записана на живо в Саарбрюкен, Германия и по-късно включена във видео версията на албума Live 2011 - Get Your Sting & Blackout (2011). В допълнение Raised on Rock е издадена само в една единствена компилация на „Скорпиънс“ – Icon (2010).

## Музиканти
- Клаус Майне – вокали
- Рудолф Шенкер – китари
- Матиас Ябс – китари
- Джеймс Котак – барабани
- Павел Мончивода – бас